# Полоње
Полоње је насељено место у саставу града Свети Иван Зелина у Загребачкој жупанији, Хрватска. До територијалне реорганизације у Хрватској налазило се у саставу бивше велике општине Свети Иван Зелина.

## Становништво
На попису становништва 2011. године, Полоње је имало 344 становника.

## Попис1991.
На попису становништва 1991. године, насељено место Полоње је имало 387 становника, следећег националног састава:
| Попис 1991.‍ | Попис 1991.‍ | Попис 1991.‍ | Попис 1991.‍ | Попис 1991.‍ |
| ----------- | ----------- | ----------- | ----------- | ----------- |
|             |             |             |             |             |
| Хрвати      | Хрвати      |             | 384         | 99,22%      |
| непознато   | непознато   |             | 3           | 0,77%       |
| укупно: 387 |             |             |             |             |